# City of London

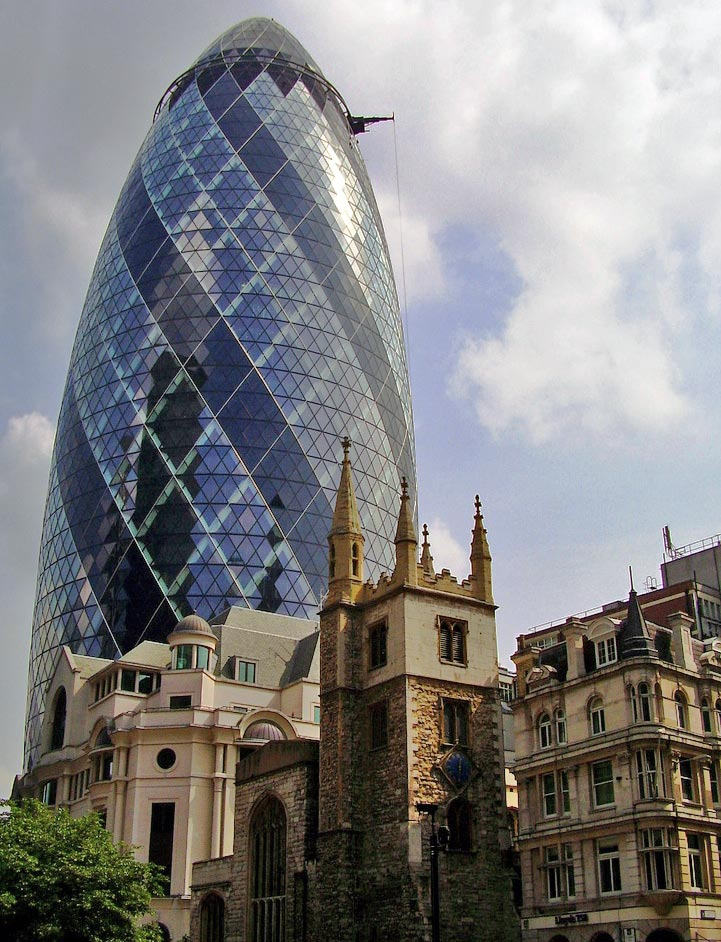
30 St Mary Axe, London EC3

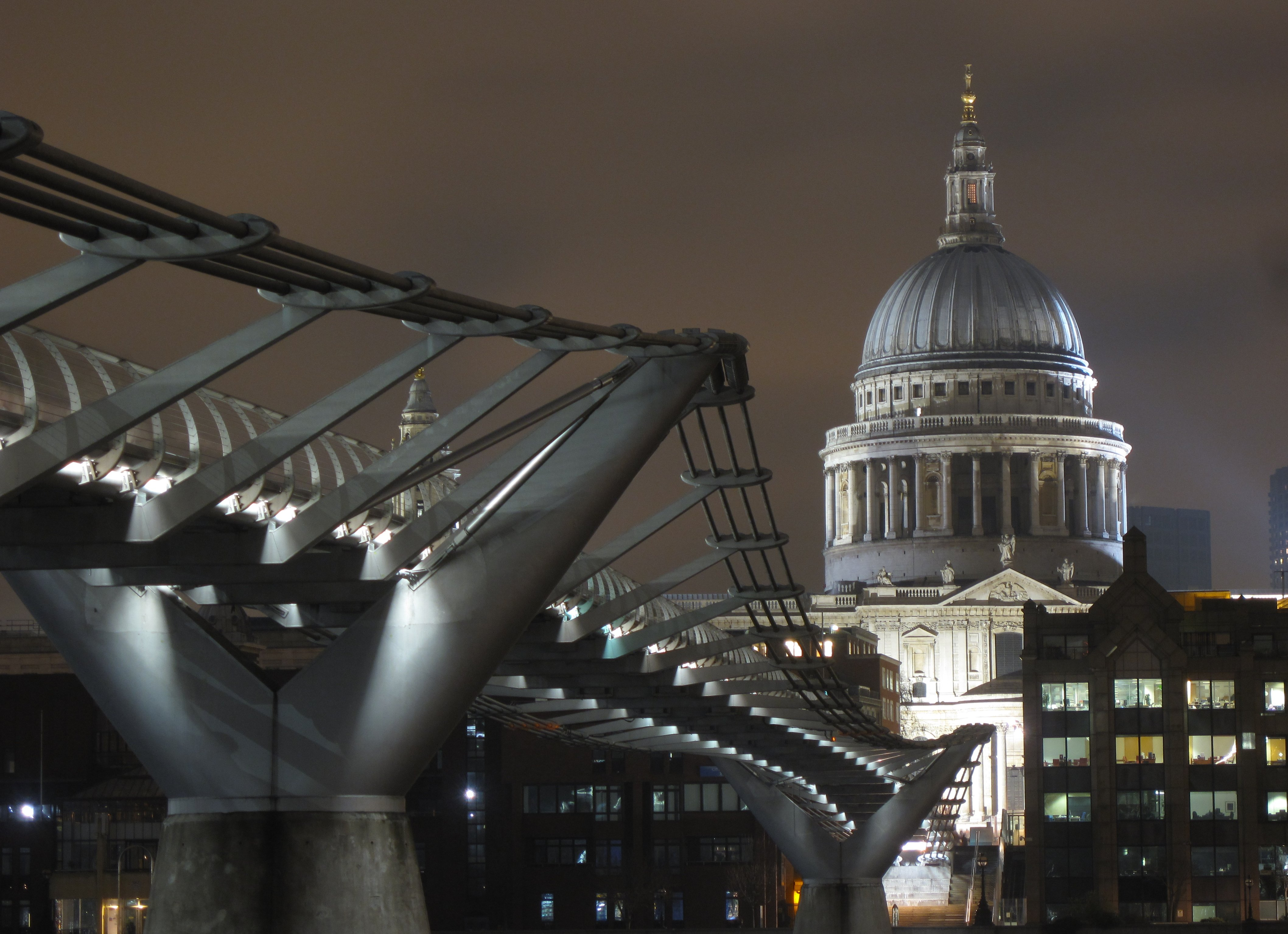
Millennium Bridge i katedra św. Pawła

City of London (potocznie The City lub Square Mile) – jednostka administracyjna w granicach Londynu, położona w centralnej części miasta, nad północnym brzegiem Tamizy. Zajmuje niewielki obszar (2,9 km²) ściśle odpowiadający najstarszej części miasta (Londinium). Wraz z 32 gminami (London boroughs) tworzy Wielki Londyn; dla potrzeb ceremonialnych stanowi odrębne hrabstwo. Jest jedną z dwóch jednostek na terenie Londynu (obok City of Westminster) posiadających status city. City of London ma unikalny status prawny, który kształtował się na przestrzeni wielu wieków, z którym wiąże się duży stopień autonomii (m.in. prawo utrzymywania własnej policji). Choć w 2021 roku liczba mieszkańców City wynosiła tylko 8583 (niespełna 0,1% ludności Londynu), codziennie odwiedzają je setki tysięcy osób, w tym pracownicy tutejszych instytucji oraz turyści.
City of London jest ważnym ośrodkiem sektora finansowego; mieści się tu siedziba Banku Anglii oraz giełdy papierów wartościowych London Stock Exchange. W jego granicach znajduje się katedra św. Pawła. Organem zarządzającym jest City of London Corporation. Gildie kupieckie wybierają co roku pod koniec września ze swojego grona lorda majora, który sprawuje nadzór nad City; przejęciu urzędu przez nowego mera towarzyszy coroczna parada ulicami City.

## Geografia
City of London ma powierzchnię 2,9 km², graniczy od wschodu z Tower Hamlets, od zachodu z Westminster, od północy z Camden, Islington i Hackney, zaś od południa przez Tamizę z Southwark i Lambeth.
City dzieli się na 25 okręgów wyborczych, które mieszczą się w jednym rejonie tzw. borough constituencies – Cities of London and Westminster.
| - Aldersgate - Aldgate - Bassishaw - Billingsgate - Bishopsgate - Bread Street - Bridge - Broad Street - Candlewick - Castle Baynard - Cheap - Coleman Street - Cordwainer | - Cornhill - Cripplegate - Dowgate - Farringdon Within - Farringdon Without - Langbourn - Lime Street - Portsoken - Queenhithe - Tower - Vintry - Walbrook |

## Historia

Londinium 400 r.

### Starożytność i wczesne średniowiecze
Pierwsze ślady osadnictwa, które znaleziono na Cornhill i Ludgate Hill pochodzą z czasów celtyckich. Obecny teren City obejmuje obszar starożytnej rzymskiej osady Londinium, założonej w trakcie najazdu rzymian na Brytanię, który rozpoczął się w 43 roku. Przez kilka wieków niewielki, liczący 133 ha, obszar rzymskiego Londinium odpowiadał w zasadzie średniowiecznemu Londynowi. Dopiero w XII wieku rozpoczął się dynamiczny rozwój wykraczający poza mury miejskie, głównie wzdłuż dróg komunikacyjnych w kierunku zachodnim. Z okresu rzymskiego panowania do dziś przetrwały fragmenty Muru Londyńskiego, ruiny świątyni Mitry (przy ulicy Walbrook), pozostałości amfiteatru na miejscu Guildhall, London Stone (przy ulicy Cannon Street) oraz ceramika w różnych muzeach. W tym czasie powstał także pierwszy drewniany most przez Tamizę niedaleko obecnego London Bridge. Po opuszczeniu Brytanii przez Rzymian nastąpił okres panowania Anglosasów. W 604 roku ufundowano katedrę św. Pawła w Londynie. W IX wieku znaczna część zabudowań została zniszczona w trakcie najazdów wikingów.

### XI-XV wiek

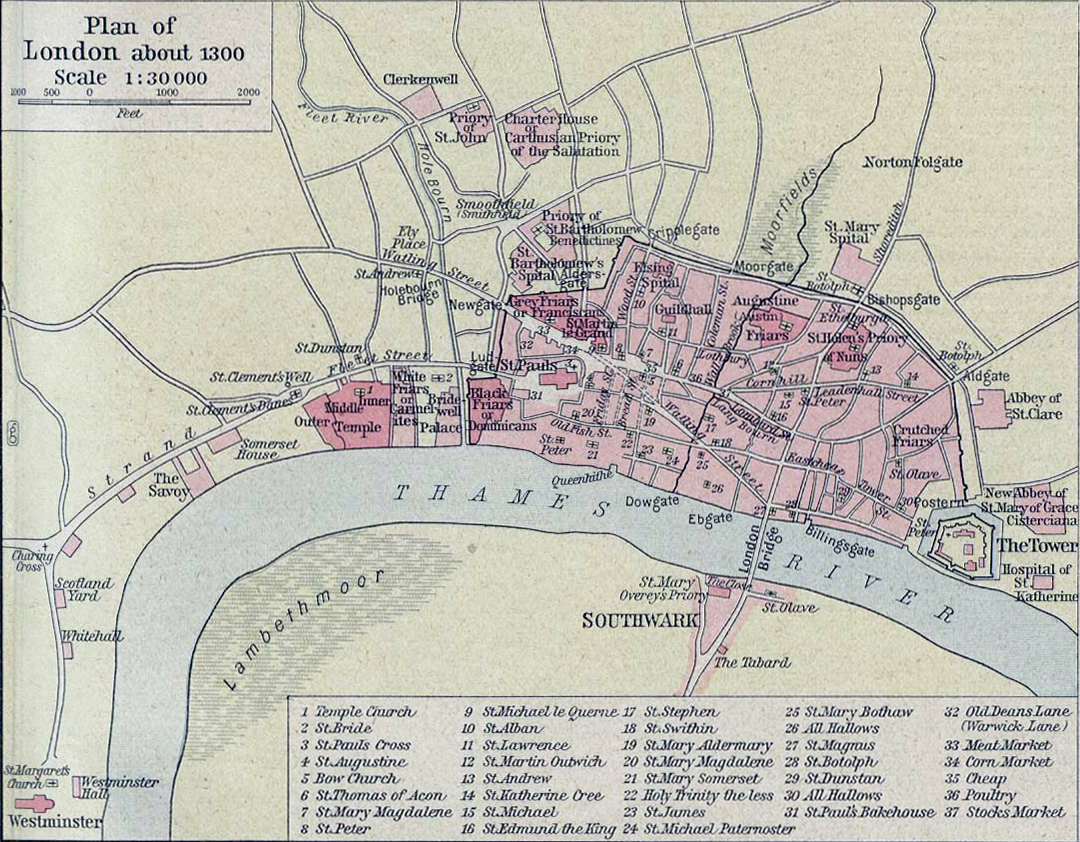
Plan Londynu w 1300 r.

W czasach normańskich zostały wybudowane White Tower (Tower of London – znajdująca się tuż za granicą City) oraz nieistniejące obecnie: Baynard’s Castle (niedaleko obecnego dworca Blackfriars) i Montfichet’s Tower (niedaleko stacji City Thameslink), które miały bronić miasta przed najazdami oraz zapobiegać rebeliom. W XII wieku powstały także więzienia Fleet Prison (ostatecznie zburzone w 1846 roku) i Newgate (wielokrotnie odbudowywane przetrwało aż do 1904). Ufundowano także w roku 1123 istniejący do dzisiaj kościół Saint Bartholomew the Great, a wraz z nim powstał najstarszy obecnie działający szpital w Anglii St Bartholomew’s Hospital. W 1209 roku ukończono pierwszy kamienny most na Tamizie – London Bridge, który do momentu wybudowania Westminster Bridge w 1750 roku był jedynym mostem przez Tamizę. Po ukończeniu Westminster Hall (najstarszą część Pałacu Westminsterskiego), Westminster stał się centrum politycznym kraju, zaś rejon obejmujący teren obecnego City stał się centrum handlu którym jest do dzisiaj. Czarna śmierć, tj. epidemia dżumy, która dotarła do Londynu w połowie XIV wieku powodując śmierć prawie połowy mieszkańców Londynu drastycznie ograniczyła populację City. W 1411 roku został wybudowany Guildhall, który po licznych przebudowach dotrwał do dzisiejszych czasów i jest obecnie siedzibą władz City of London. Nad brzegiem Tamizy w XII wieku templariusze wybudowali Temple Church jako swoją siedzibę. Po ich upadku król Edward II przejął majątek jako własność korony i użyczył budynki prawnikom, którzy stworzyli tam szkoły prawnicze Inner Temple i Middle Temple (obecnie obie to palestry adwokackie).

### XVI-XVII wiek

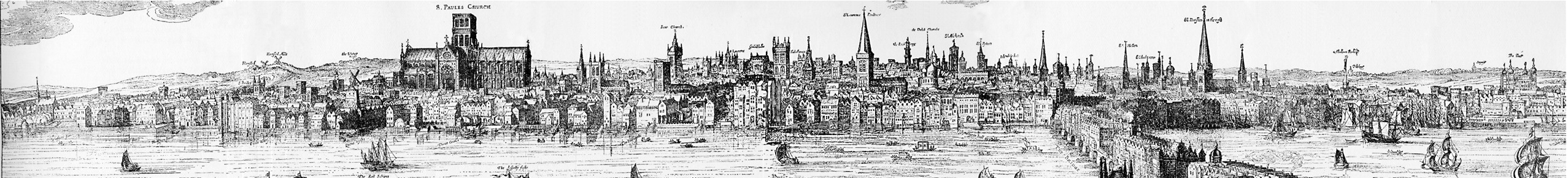
Panorama Londynu – Claes Van Visscher, 1616

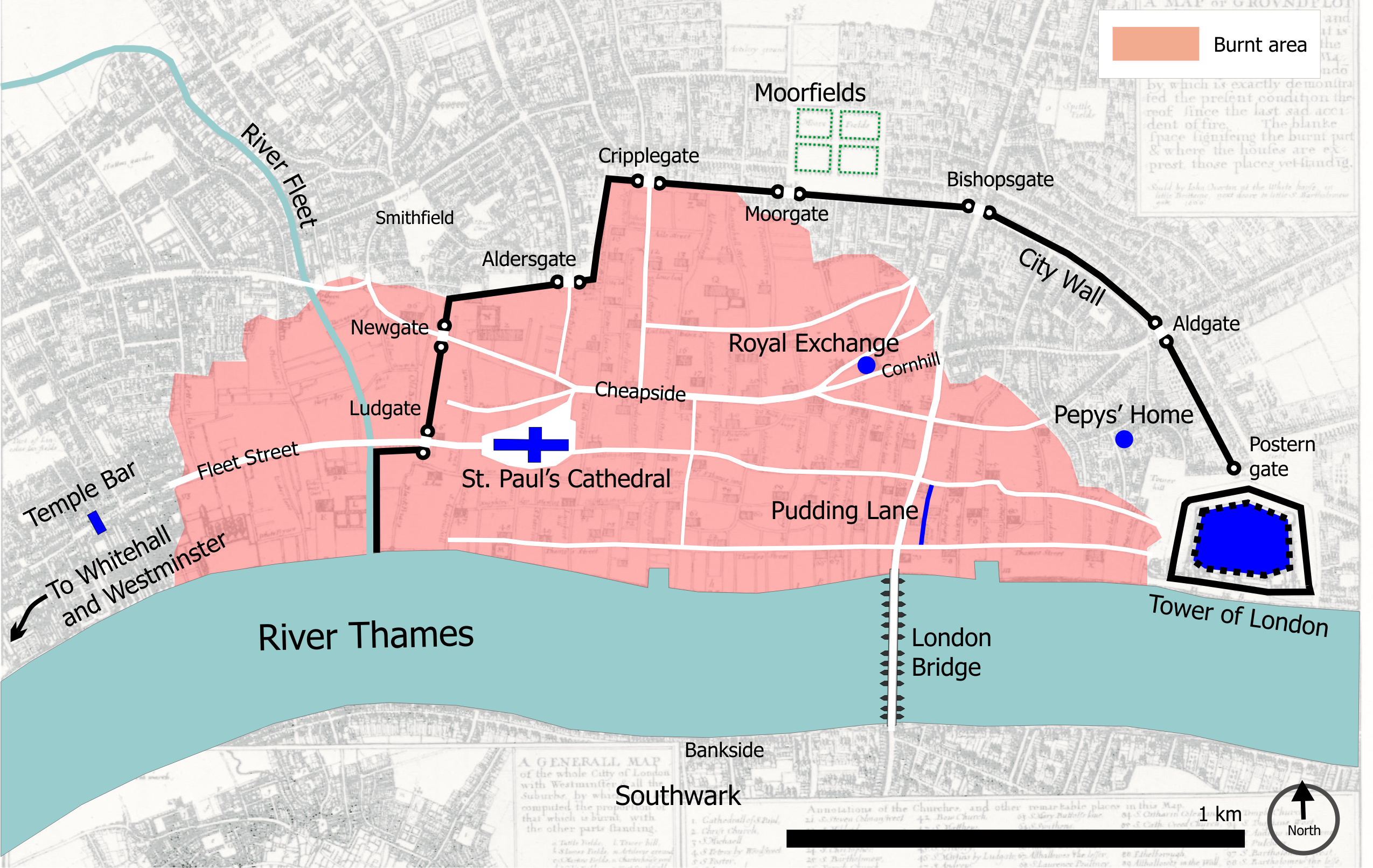
Pożar Londynu w 1666 r.

W okresie panowania Tudorów i Stuartów City przechodziło dalsze zmiany utrwalające je jako centrum handlu – przy Cheapside oficjalnie otwarto Giełdę Królewską (Royal Exchange) w 1571 roku, zaś na Exchange Alley pod koniec XVII wieku zaczął się obrót akcjami, a szczególnie w dwóch kawiarniach: Garraway’s i Jonathan’s Coffee House, gdzie w 1698 roku makler John Castaing opublikował cennik akcji i towarów „The Course of the Exchange and other things”.
W 1539 roku w czasach rozwiązywania klasztorów za Henryka VIII został zamknięty klasztor Holy Trinity znajdujący się w Aldgate na Mitre Street, a także przyklasztorny St Bartholomew’s Hospital, lecz w 1546 roku Henryk VIII ponownie otworzył go i ogłosił szpitalem City of London, co oznaczało przejście pod zarząd świecki.
W 1551 roku założono Kompanię Moskiewską, która miała główną siedzibę na dzisiejszej Muscovy Street, zaś 1600 roku Brytyjską Kompanię Wschodnioindyjską, która miała główną siedzibę na Leadenhall Street. W 1650 roku otworzono na St Michael’s Alley pierwszą kawiarnię w Londynie. W 1688 roku na Tower Street (3 lata później nastąpiła zmiana siedziby na Lombard Street) otworzono Lloyd’s Coffee House, miejsce narodzin instytucji asekuracji. Od 1665 roku na Thames Street drukowana była The London Gazette, najstarsza angielska gazeta (do wydania nr 23 nazywała się Oxford Gazette).
Lata 1665–1666 zapisały się tragicznie w historii – populacja została zdziesiątkowana podczas epidemii dżumy, która nawiedziła Londyn w 1665 roku (The Great Plague) i pozbawiła życia 100 tysięcy mieszkańców Londynu. W następnym roku większa część obecnego City została zniszczona podczas wielkiego pożaru Londynu. Jedynym świeckim budynkiem na terenie City, który przetrwał pożar był Guildhall. Aby upamiętnić tę wielką tragedię wzniesiono niedaleko mostu London Bridge Monument to the Great Fire of London. Po pożarze nastąpiła wielka przebudowa zniszczonego rejonu, nowe budynki nie budowano z drewna, tylko z cegły lub z kamienia. Odbudowano także wiele budynków w tym także Katedrę św. Pawła w obecnym kształcie, którą zaprojektował Christopher Wren.

### XVIII-XIX wiek

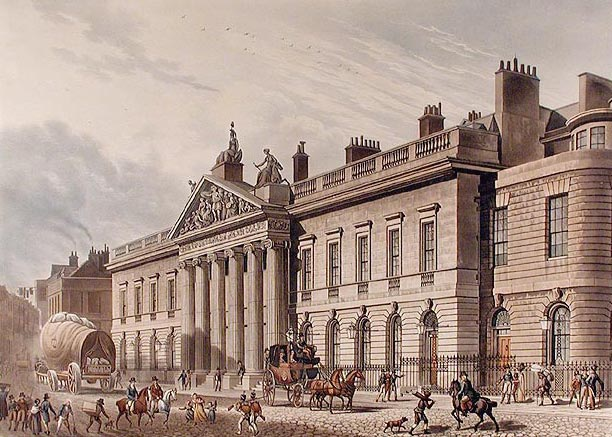
East India House, 1817 rok

Od połowy XVIII wieku w związku z rewolucją przemysłową, Londyn zaczął się gwałtownie rozrastać i City stało się małą częścią metropolii, lecz zostało światowym centrum handlu międzynarodowego i usług bankowych (dopiero na początku XX wieku zostało jednak zdetronizowane przez Nowy Jork). W tym czasie rozebrano pod zabudowę budynków i budowę linii kolejowych większą część muru londyńskiego. W 1734 roku skończono budowę siedziby Bank of England na Threadneedle Street, w 1758 roku siedzibę burmistrza City of London – Mansion House, w 1800 roku New East India House (zburzony w 1862 roku, obecnie stoi w tym miejscu siedziba Lloyd’s of London), w 1819 roku główną siedzibę General Post Office (zburzona w 1912 roku, obecnie w tym miejscu stoi BT Centre), w 1875 oddano do użytku halę targową Billingsgate Market, zaś w 1889 roku przebudowano Leadenhall Market, zastępując ówczesną kamienną konstrukcję, nową żelazno-szklaną.
London Bridge przestał być jedynym połączeniem City z drugim brzegiem Tamizy, gdyż w 1769 roku oddano do użytku William Pitt Bridge/Old Blackfriars Bridge (zastąpiony w 1869 roku przez Blackfriars Bridge), w 1821 roku Old Southwark Bridge (zastąpiony przez nowy Southwark Bridge w 1921 roku), w 1866 roku Cannon Street Railway Bridge, w 1884 roku Blackfriars Railway Bridge oraz w 1894 tuż za granicą City Tower Bridge.
W swojej drukarni w Blackfriars John Walter od 1785 roku zaczął wydawać gazetę „The Daily Universal Register”, która w 1788 roku zmieniła nazwę na The Times. W 1801 założono Londyńską Giełdę Papierów Wartościowych (London Stock Exchange). W 1839 roku utworzono City of London Police, zaś 12 stycznia 1882 roku Thomas Alva Edison na Holborn Viaduct otworzył pierwszą komercyjną elektrownię na świecie.
W związku z rozwojem kolei otwarto na terenie City stacje: w 1840 roku Minories (zamknięta w 1853 roku), w 1841 roku Fenchurch Street, w 1865 Barbican (powstała jako Aldersgate Street a obecna nazwa jest z 1968 roku), Broad Street (zamknięta w 1986 roku), Ludgate Hill (zamknięta w 1929 roku) i Moorgate, w 1866 roku Cannon Street, w 1874 roku Holborn Viaduct (zamknięta i zastąpiona przez stację City Thameslink w 1990 roku) i Snow Hill (przemianowana w 1912 roku na Holborn Viaduct Low Level i zamknięta w 1916 roku) i Liverpool Street, w 1876 Aldgate, w 1884 roku Mark Lane (nazwana później Tower Hill i zamknięta w 1967 roku), w 1886 roku Monument oraz Blackfriars (początkowo nazywała się St Paul’s), w 1900 roku Bank oraz St. Paul’s (początkowo nazywała się Post Office).
W drugiej połowie XIX wieku przeprowadzono 5 linii metra przez City: w 1864 roku Metropolitan Railway (obecnie Metropolitan Line i Hammersmith & City Line), w 1870 roku Metropolitan District Railway (obecnie District Line), w 1898 roku Waterloo & City Line (do 1994 roku traktowana jak część sieci kolejowej, a nie metra), w 1900 roku Central London Railway (obecnie Central Line) oraz City and South (obecnie Northern Line).

### XX–XXI wiek

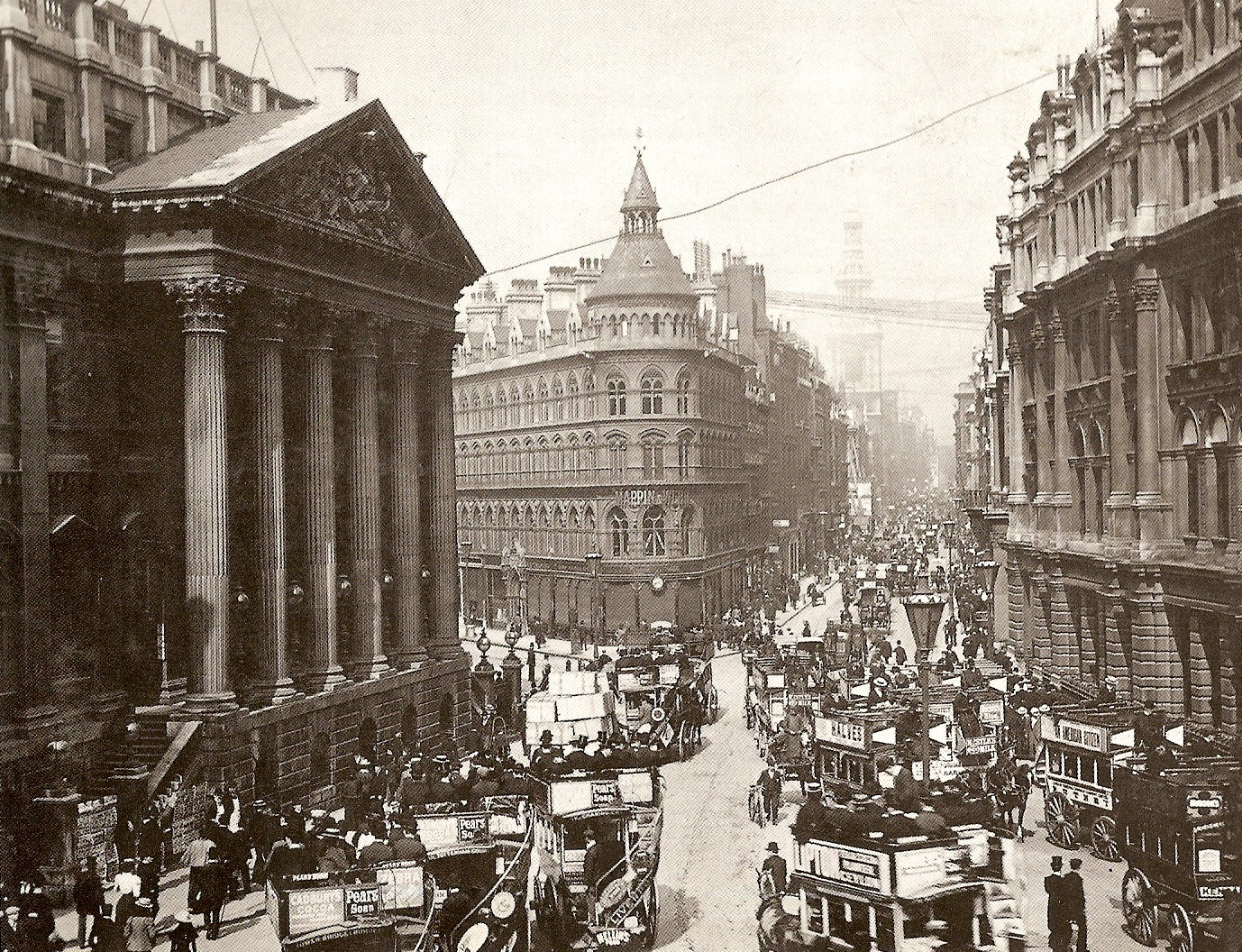
Cheapside Mansion House 1902 r.

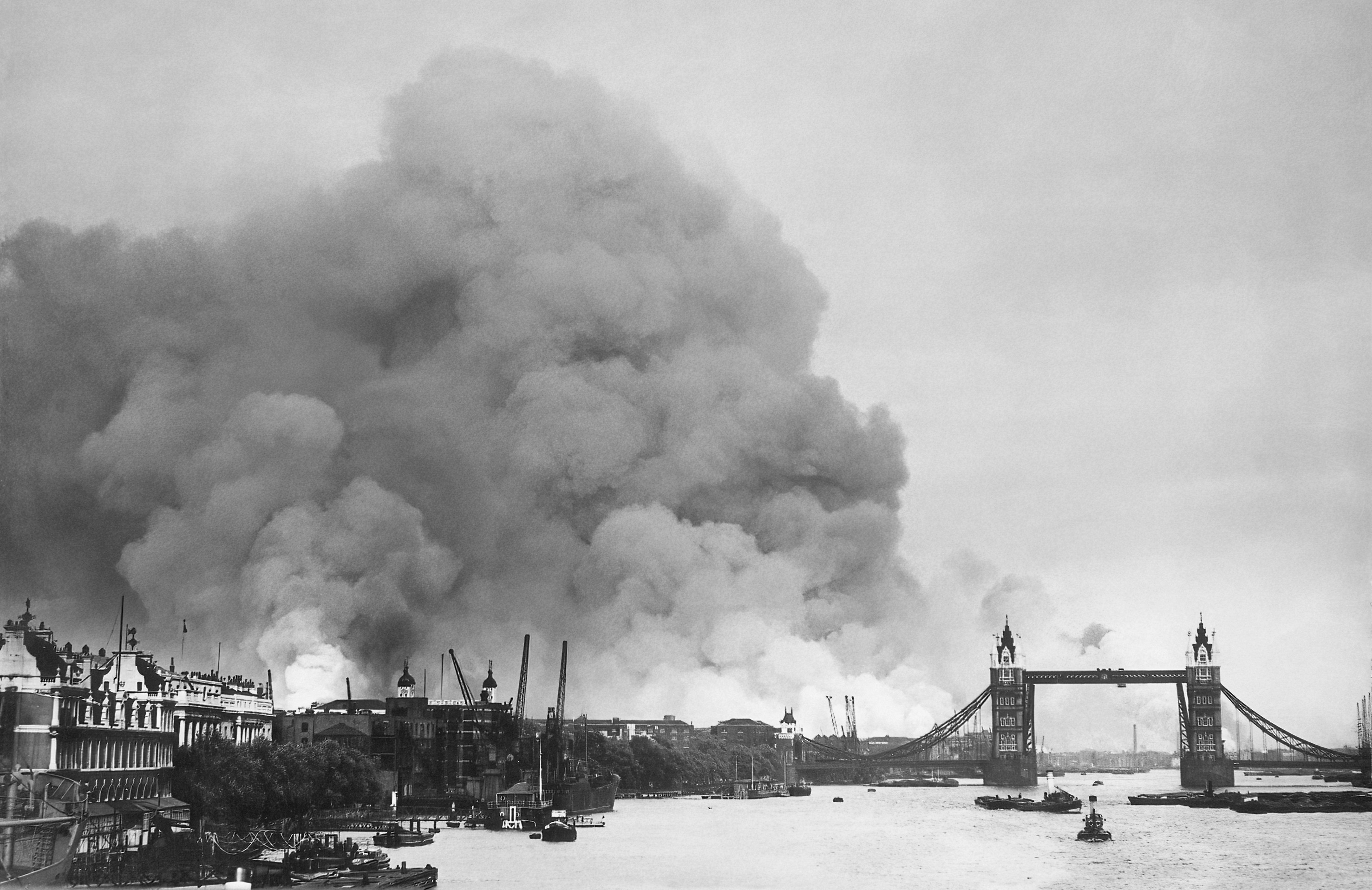
Londyn 1940 r.

City tak jak cały Londyn w dalszym ciągu przechodziło gwałtowny rozwój, tylko w odróżnieniu od pozostałych dzielnic zmniejszała się znacznie populacja (z około 27 000 w 1900 roku do 10 700 w 2010 roku), gdyż w miejsce domów mieszkalnych, których mieszkańcy wyprowadzili się do okolicznych dzielnic powstawały biurowce. W 1907 roku zbudowano na miejscu więzienia Newgate obecną siedzibę Central Criminal Court znaną jako Old Bailey, a w 1922 roku otworzono na Trinity Square główną siedzibę Port of London Authority. Wraz z postępem technicznym zaczęły pojawiać się nowe środki transportu – na początku XX wieku zaczęły kursować autobusy, zaś od 1987 roku ze stacji Tower Gateway, a od 1991 roku ze stacji Bank kursują automatycznie sterowane pociągi Docklands Light Railway. 28 lutego 1975 roku miała miejsce największa katastrofa w metrze londyńskim – na stacji Moorgate w wyniku wypadku pociągu zginęły 43 osoby, a 74 odniosły rany.
Jednak największy wpływ na kształt City miały działania wojenne. Zapowiedzią tego co miało się stać ponad dwadzieścia lat później była bomba zrzucona przez Niemców na stację Liverpool Street w maju 1917 roku, która zabiła 162 osoby. Podczas II wojny światowej znaczna część City została zniszczona w trakcie nalotów niemieckich (Blitz). Najtragiczniejsze w skutkach bombardowanie miało miejsce w nocy z 29/30 grudnia 1940 roku, kiedy to większość ze 100 000 bomb zrzuconych na Londyn spadło na City. Były to w większości niewielkie jednokilogramowe bomby zapalające i sporadycznie bomby burzące o dużej sile. Ogień strawił większość zabytkowego obszaru City i został nazwany „Drugim Wielkim Pożarem Londynu”. Zdjęcie ocalałej Katedry św. Pawła wyłaniającej się spośród dymu i ognia zrobione podczas tego nalotu stało się symbolem niezwyciężonego ducha narodu.
Po wojnie nastąpiła wielka odbudowa zniszczonych rejonów – w 1976 ukończono kompleks Barbican Estate w którym znajduje się m.in. Barbican Arts Centre i Museum of London oraz zbudowano liczne wieżowce: w 1967 roku CityPoint (wcześniej znany jako Britannic House), w 1969 roku St Helen’s, w 1970 roku Stock Exchange Tower, w 1976 roku 99 Bishopsgate, w 1979 roku Tower 42, w 1985 roku znajdujący się nad Tamizą Northern and Shell Building. W 1991 roku powstało centrum biznesowe BroadGate, w którym obecnie pracuje 30 tysięcy osób. Duży wpływ na rozwój tego centrum miało drobne poszerzenie granic City kosztem Hackney w 1993 roku. W 1998 roku ukończono budowę charakterystycznego budynku One Poultry.
City dotknęły także zamachy bombowe Irlandzkiej Armii Republikańskiej (IRA) – 8 marca 1973 roku wybuch bomby umieszczonej w samochodzie przed gmachem Sądu Old Bailey zabił jedną osobą a 200 ranił, zaś 10 kwietnia 1992 roku bomba wybuchła w budynku Baltic Exchange zabijając 3 osoby i wiele osób raniąc. W miejsce zburzonego później budynku powstał jeden z najbardziej znanych wieżowców w Londynie 30 St Mary Axe. Największe straty jednak poczynił zamach bombowy na Bishopsgate 24 kwietnia 1993 roku podczas którego 1 osoba zginęła a 40 zostało rannych. Straty po eksplozji 1 tonowego ładunku wybuchowego, umieszczonego w ciężarówce zaparkowanej w okolicy Shanghai Bank początkowo wyceniane na 1 miliard funtów, ostatecznie wyniosły 350 milionów funtów. Od tego momentu został znacznie rozwinięty system monitoringu. Kilkanaście lat później City wstrząsnął kolejny wybuch – podczas zamachu w Londynie przeprowadzonego przez fundamentalistów islamskich w dniu 7 lipca 2005 roku, jedna z bomb wybuchła w metrze pomiędzy stacjami Liverpool Street a Aldgate.
Z okazji nowego tysiąclecia w 2000 roku otwarto Millennium Bridge. Początek XXI wieku upłynął w City pod znakiem budowy coraz wyższych wieżowców. W ostatnich latach zbudowano m.in. jeden z najbardziej rzucających się w oczy budynków 30 St Mary Axe w 2004 roku, Willis Building w 2008 roku, Broadgate Tower w 2009 roku, Heron Tower w 2010 roku, zaś w trakcie budowy jest wieżowiec Bishopsgate Tower, który po ukończeniu będzie najwyższym budynkiem City. Także w 2010 roku ukończono kompleksy biurowe Walbrook i St Botolph. Współcześnie, według własnej oceny z 2005 r. władz City of London, City jest jednym z dwóch największych globalnych centrów finansowych, pod pewnymi względami przerastającymi Nowy Jork, a pod innymi mu ustępujący.

## Demografia
W 2011 roku City of London miał 7375 mieszkańców, lecz na co dzień pracuje tutaj 320 000 ludzi.
Podział mieszkańców według grup etnicznych na podstawie spisu powszechnego z 2011 roku:
| - Biali Brytyjczycy: 4243 (57,5%) - Biali Irlandczycy: 180 (2,4%) - Irish Travellers: 3 (0,00%) - Pozostali biali: 1373 (18,6%) - Mieszani Karaibowie: 38 (0,5%) - Mieszani Afrykanie: 37 (0,5%) - Mieszani Azjaci: 111 (1,5%) - Pozostali mieszani: 103 (1,4%) - Hindusi: 216 (2,9%) | - Pakistańczycy: 16 (0,2%) - Banglijczycy: 232 (3,1%) - Chińczycy: 263 (3,6%) - Pozostali Azjaci: 213 (2,9%) - Czarni Afrykanie: 98 (1,3%) - Czarni Karaibowie: 46 (0,6%) - Pozostali czarni: 49 (0,7%) - Arabowie: 69 (0,9%) - Pozostałe grupy etniczne: 85 (1,2%) |

Podział mieszkańców według wyznania na podstawie spisu powszechnego z 2011 roku:
- Chrześcijaństwo – 45,3%
- Islam – 5,5%
- Hinduizm – 2,2%
- Judaizm – 2,3%
- Buddyzm – 1,2%
- Sikhizm – 0,2%
- Pozostałe religie – 0,4%
- Bez religii – 34,2%
- Nie podana religia – 8,8%

Podział mieszkańców według miejsca urodzenia na podstawie spisu powszechnego z 2011 roku:
| - Wielka Brytania (4 670 – 63,32%) - Stany Zjednoczone (205 – 2,78%) - Francja (147 – 1,99%) - Australia (137 – 1,86%) - Niemcy (121 – 1,64%) - Irlandia (111 – 1,51%) - Indie (105 – 1,42%) - Włochy (100 – 1,36%) - Bangladesz (98 – 1,33%) - Chiny (96 – 1,30%) - Hiszpania (73 – 0,99%) - Południowa Afryka (73 – 0,99%) - Polska (46 – 0,62%) - Filipiny (36 – 0,49%) | - Ghana (20 – 0,27%) - Turcja (19 – 0,26%) - Kenia (19 – 0,26%) - Portugalia (17 – 0,23%) - Litwa (15 – 0,20%) - Rumunia (15 – 0,20%) - Iran (14 – 0,19%) - Zimbabwe (13 – 0,18%) - Nigeria (12 – 0,16%) - Sri Lanka (7 – 0,09%) - Jamajka (6 – 0,08%) - Pakistan (6 – 0,08%) - Somalia (2 – 0,03%) - pozostali (1192 – 16,16%) |

## Gospodarka

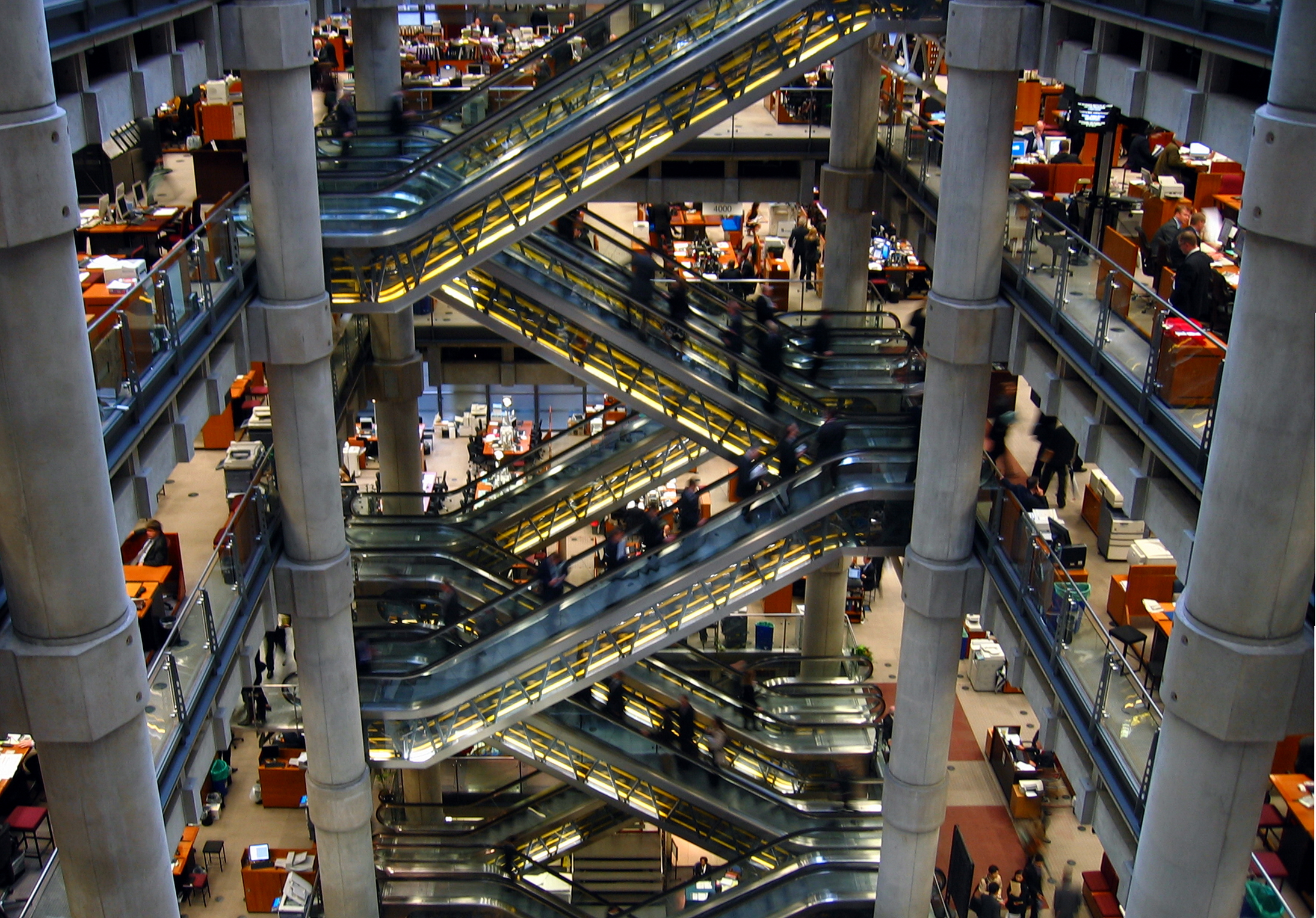
wnętrze siedziby Lloyd’s of London

Na terenie City of London znajdują się:
- Bank of England – czyli centralny bank Wielkiej Brytanii
- Giełda papierów wartościowych London Stock Exchange – obecnie największa giełda pod względem obrotów w Europie i trzecia na świecie (w pierwszej połowie 2011 wyprzedzały ją tylko dwie amerykańskie giełdy)[68]
- London Metal Exchange – największa na świecie giełda metali[69]
- London Bulion Market – największa na świecie giełda metali szlachetnych[70]
- NYSE Liffe(inne języki) – jedna z największych giełd organizująca handel opcjami i kontraktami terminowymi[71]
- ICE Futures Europe(inne języki) – największa na świecie giełda paliw oraz giełda terminowych uprawnień do emisji CO2 (EUAs) i jednostek poświadczonej redukcji emisji (CERs) w Europie[72]
- Baltic Exchange – największa na świecie giełda towarowo-frachtowa[73]
- siedziba Europejskiego Banku Odbudowy i Rozwoju
- główne siedziby m.in. Lloyd’s of London[74], Aviva, BT Group[75], Lloyds Banking Group(inne języki)[76], Old Mutual(inne języki)[77], Prudential plc[78], Standard Chartered(inne języki)[79], Unilever[80] i wiele innych banków, firm i instytucji finansowych.

## Transport

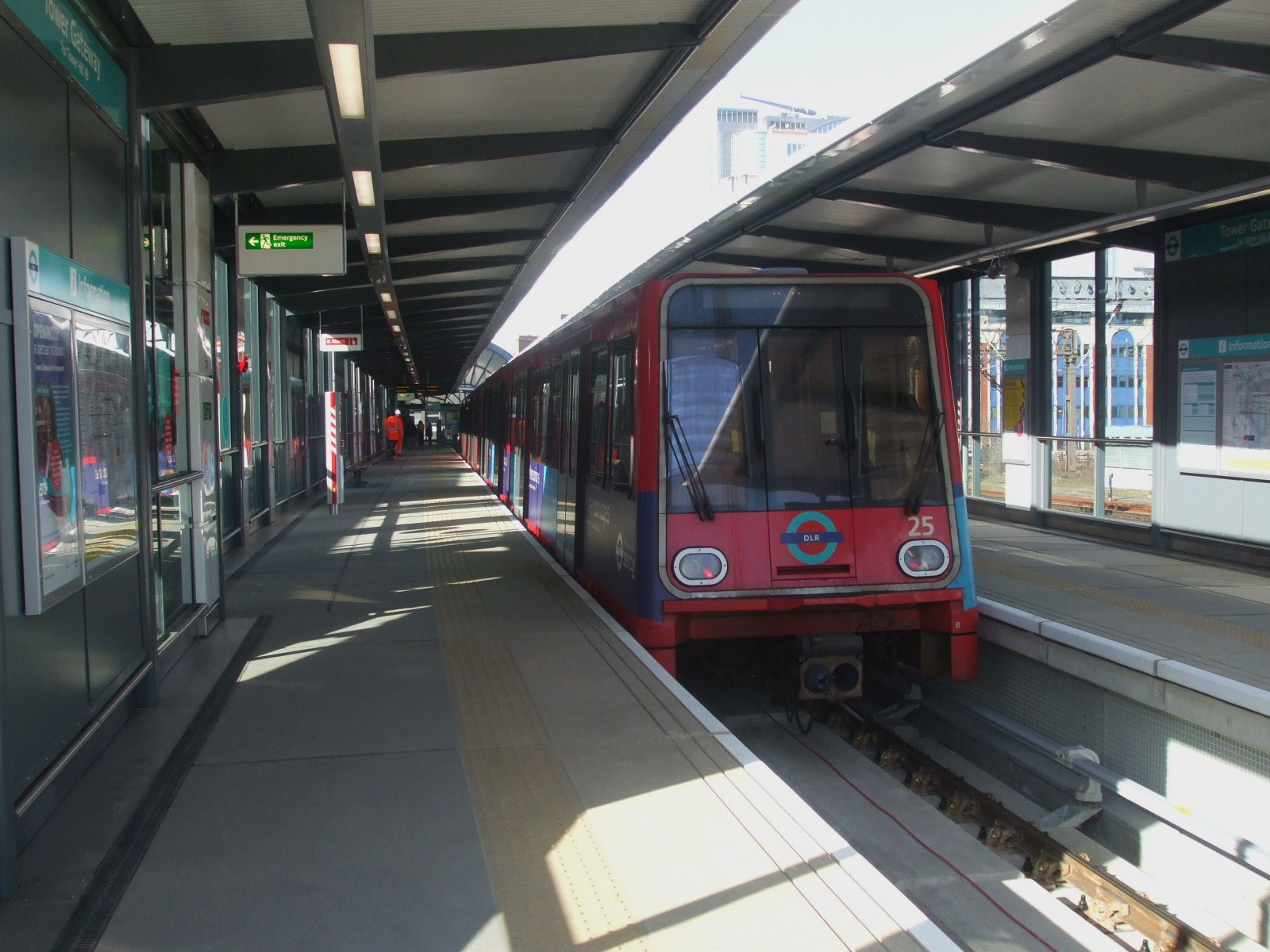
stacja Tower Gateway

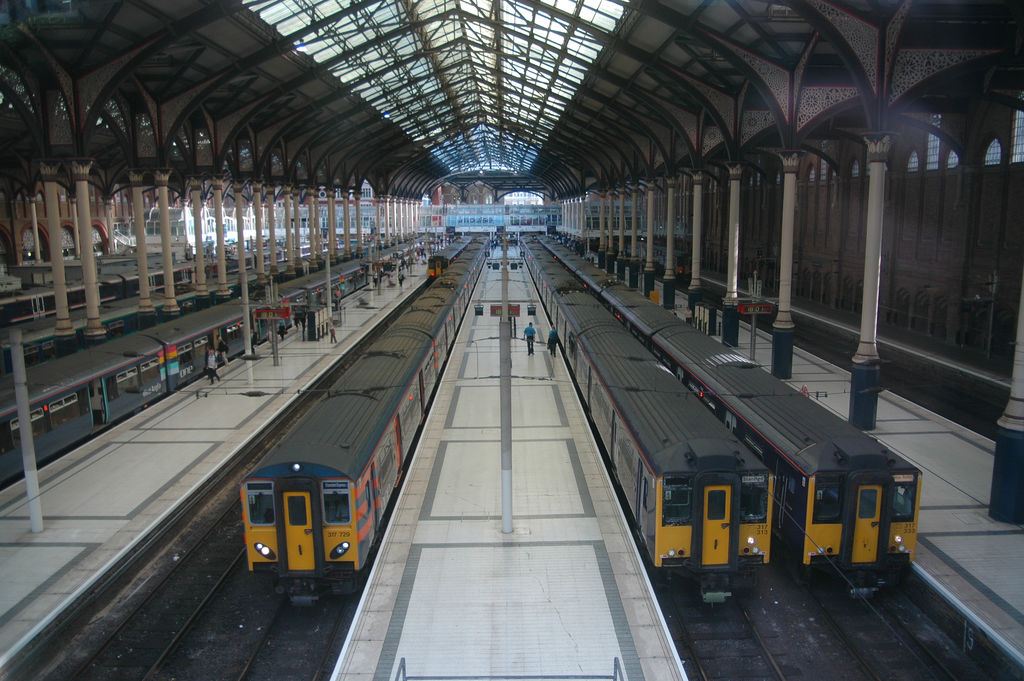
stacja Liverpool Street

Przez City przebiega siedem linii metra: Central Line, Circle Line, District Line, Hammersmith & City Line, Metropolitan Line, Northern Line i Waterloo & City line.
Stacje metra:
- Aldgate – Circle Line i Metropolitan Line
- Bank i Monument – Central Line, Circle Line, District Line, Northern Line i Waterloo & City line
- Barbican – Circle Line, Hammersmith & City Line i Metropolitan Line
- Blackfriars – Circle Line i District Line
- Cannon Street – Circle Line i District Line
- Chancery Lane (na granicy z Camden) – Central Line
- Liverpoll Street – Central Line, Circle Line, Hammersmith & City Line i Metropolitan Line
- Mansion House – Circle Line i District Line
- Moorgate – Circle Line, Hammersmith & City Line, Metropolitan Line i Northern Line
- St. Paul’s – Central Line
- Tower Hill (na granicy z Tower Hamlets) – Circle Line i District Line

Pasażerskie połączenia kolejowe na terenie City obsługują przewoźnicy: c2c, First Capital Connect, National Express East Anglia i Southeastern.
Stacje kolejowe:
- Blackfriars
- Cannon Street Station
- City Thameslink(inne języki)
- Fenchurch Street
- Liverpool Street Station
- Moorgate

Stacje DLR (Docklands Light Railway):
- Bank
- Tower Gateway(inne języki)

Tramwaje wodne – Thames Clippers
Przystanie:
- Blackfriars Millennium Pier

Mosty:
- Blackfriars Bridge
- London Bridge
- Millennium Bridge
- Southwark Bridge

## Miejsca i muzea
- Katedra św. Pawła

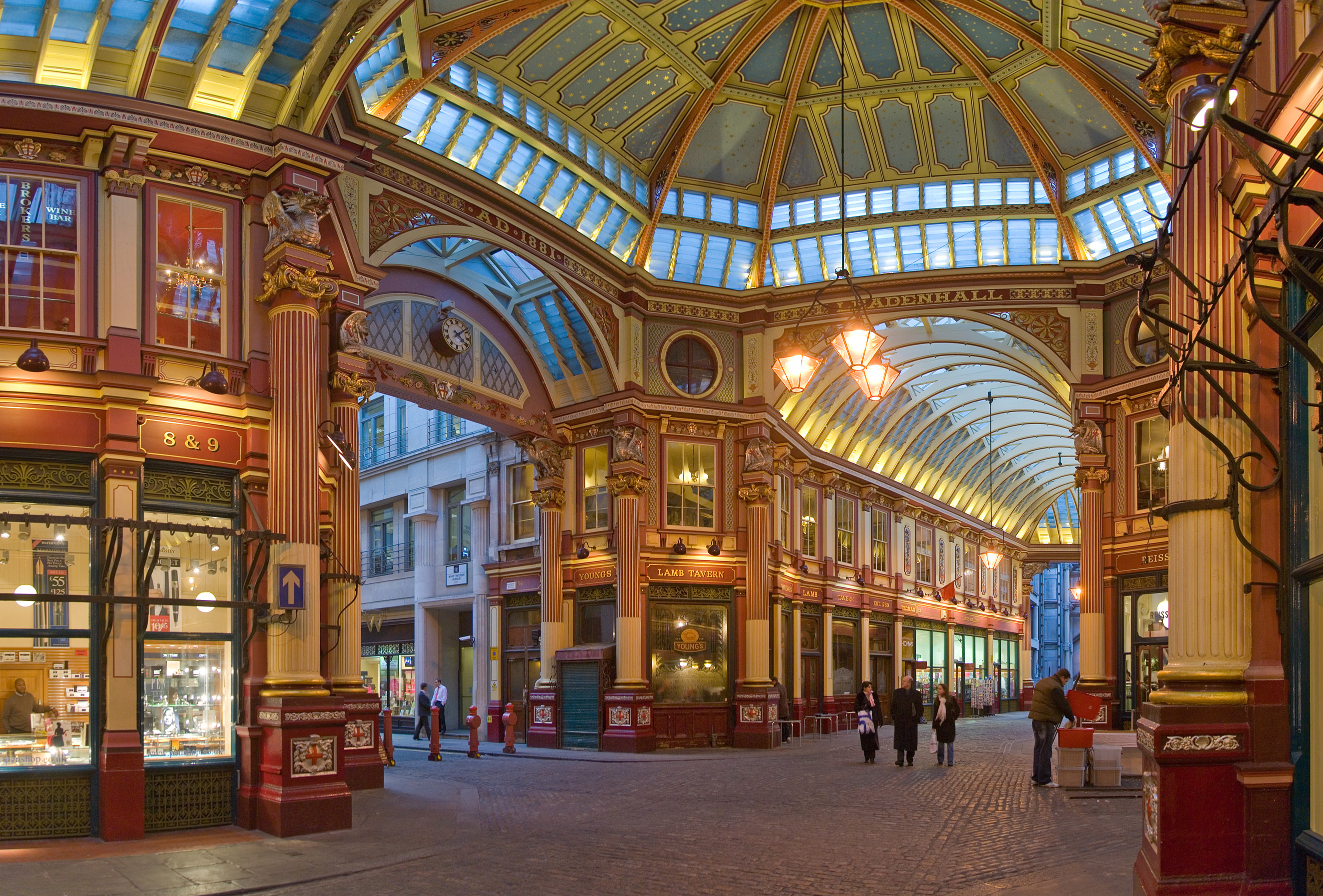
Leadenhall Market

Royal Exchange

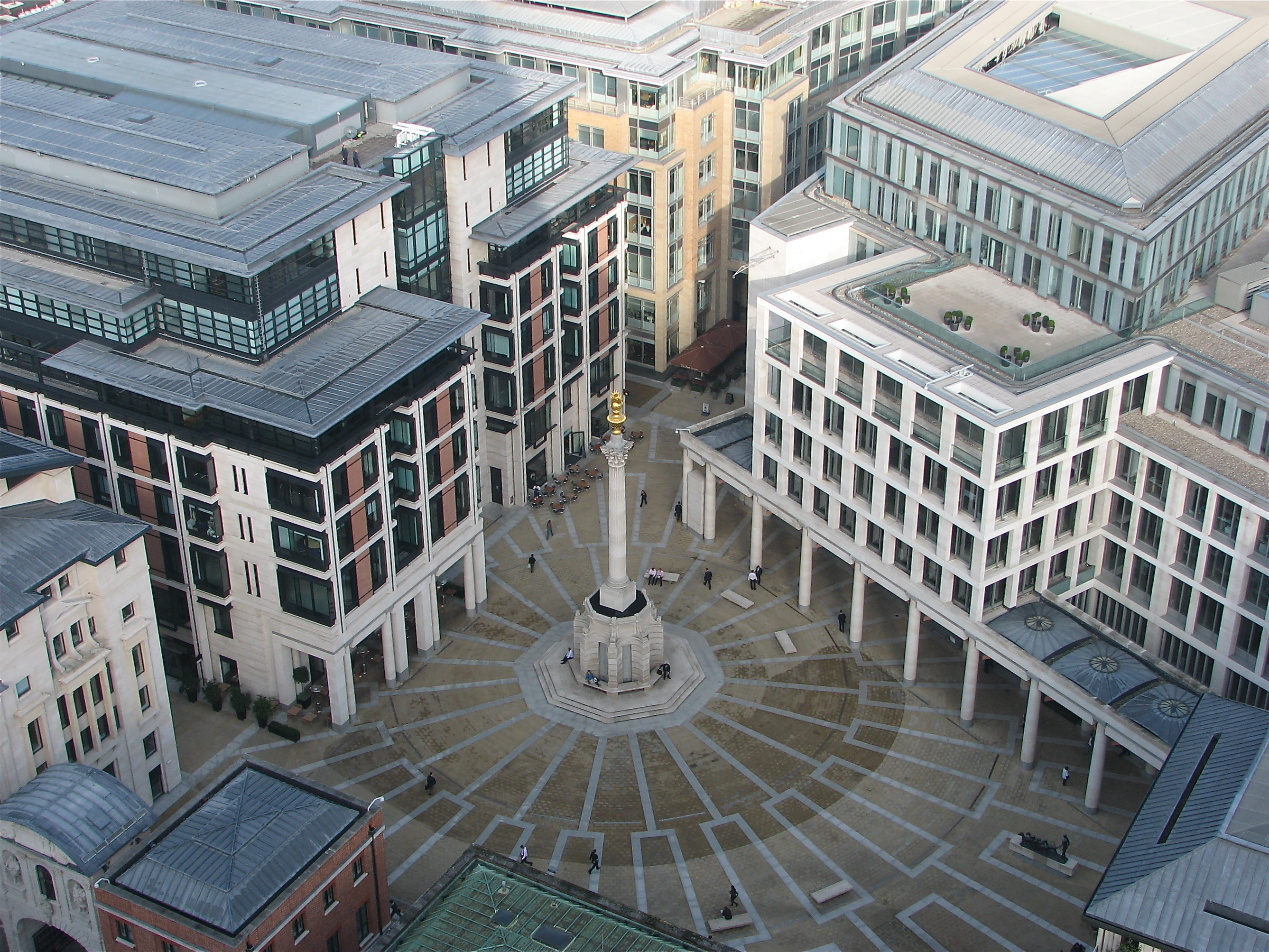
Paternoster Square

- Barbican (Museum of London[82], Barbican Centre[83])
- Bank of England/Bank of England Museum[84]
- Royal Exchange[85]
- Paternoster Square przy London Stock Exchange
- Monument to the Great Fire of London
- Guildhall(inne języki)[27](Clockmakers’ Museum[86], Guildhall Art Gallery[87])
- St Bartholomew’s Museum[88]
- Museum of the City of London Police[89]
- Mansion House[90]
- Old Bailey (Central Criminal Court)[91]
- Prince Henry’s Room[92]
- Temple Church[93]
- Inner Temple (jedna z czterech londyńskich palestr adwokackich)[94]
- Middle Temple (jedna z czterech londyńskich palestr adwokackich)[95]
- fragmenty Muru Londyńskiego[96]
- Leadenhall Market[97]
- Smithfield Market(inne języki)[98]
- 30 St Mary Axe
- Lloyd’s Building
- College of Arms[99]
- cmentarz City of London
- Tower of London (tuż za granicą City w Tower Hamlets)

## Edukacja

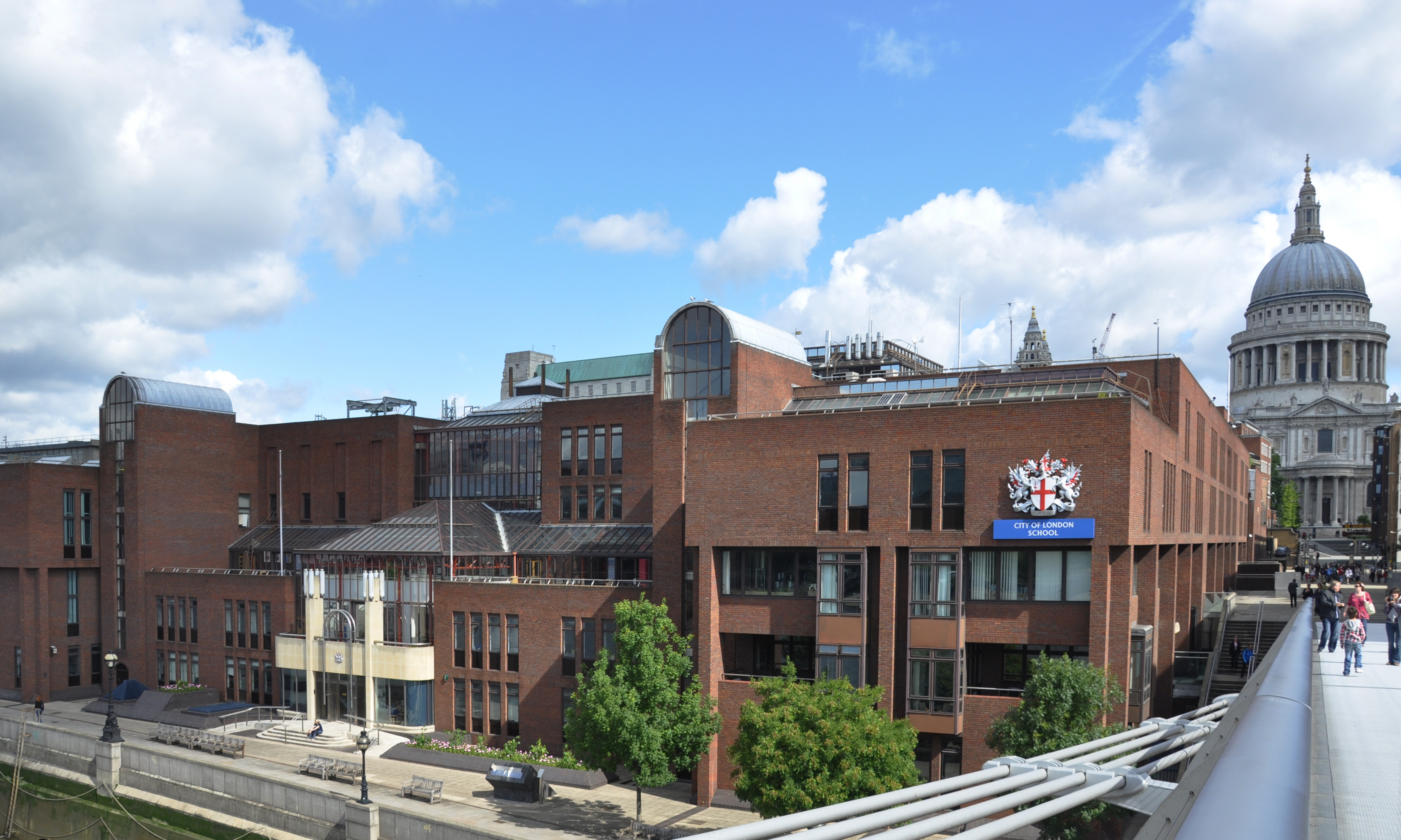
City of London School

Na terenie City znajdują się następujące szkoły i uczelnie:
- Sir John Cass’s Foundation Primary School[100]
- Charterhouse Square School[101]
- St Paul’s Cathedral School[102]
- City of London School (dla chłopców)[103]
- City of London School for Girls[104]
- School of Health Sciences[105] (wchodzące w skład City University London)
- Williams College[106]
- London School of Business and Finance[107]
- London Metropolitan University (City Campus)[108]
- Guildhall School of Music and Drama[109]
- King’s College London (The Maughan Library)[110]
- Barts and The London School of Medicine and Dentistry[111]
- Gresham College[112].